# Școala de la Beuron

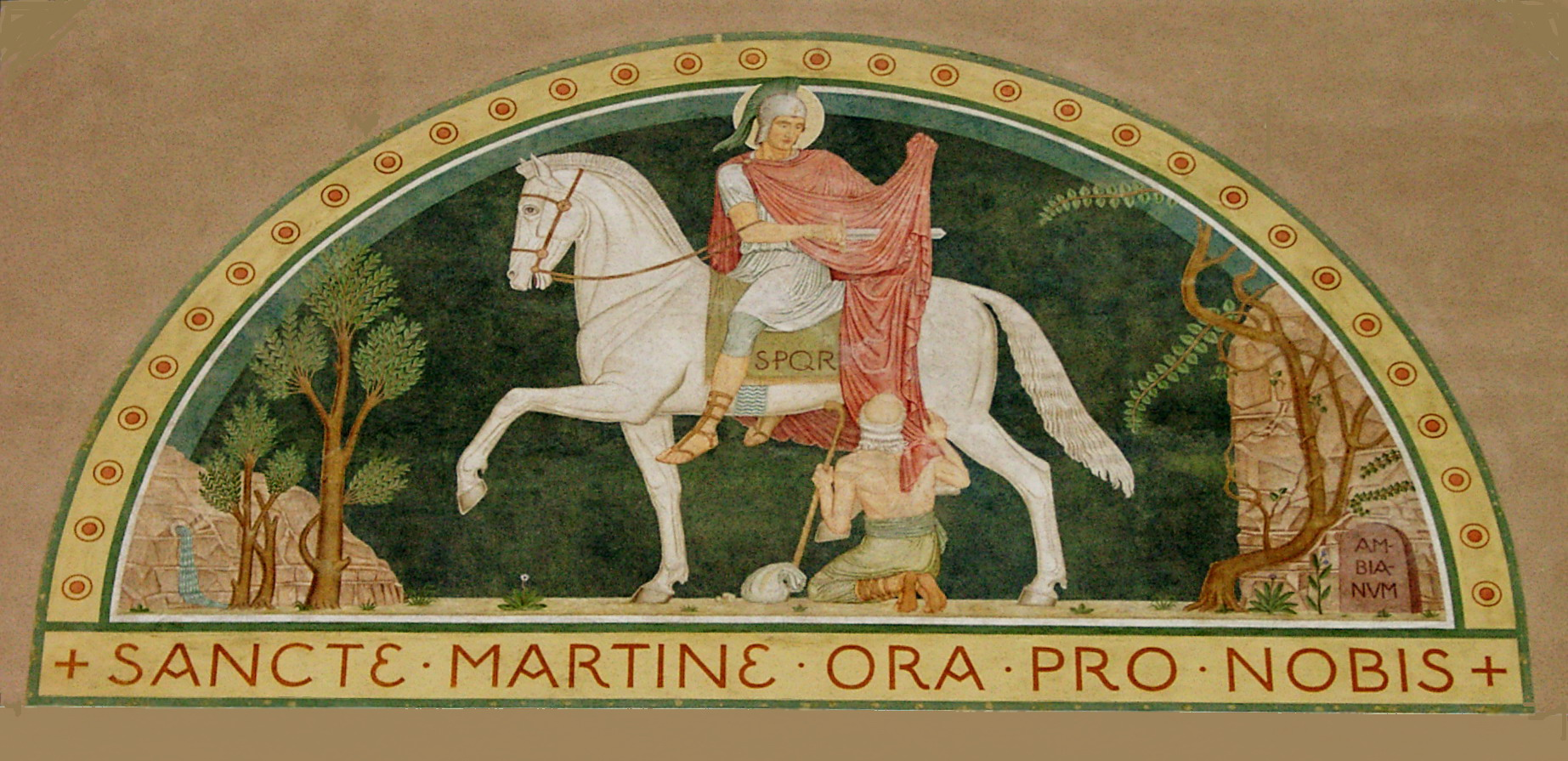
Jan Verkade, Sfântul Martin își împarte mantia cu un cerșetor (Mănăstirea Beuron)

Episcopul Raymund închină Biserica Sf. Vasile din București sfântului Vasile cel Mare (frescă distrusă după 2008)

Școala de la Beuron a fost un curent artistic generat de călugării benedictini de la mănăstirea Beuron, de lângă Sigmaringen, pe Dunăre.
Călugării-artiști de la Beuron lucrau după principiul conform căruia legile creației artistice sunt de origine divină, ascunse misterios în natură, fiind accesibile doar artiștilor care posedă simțul proporțiilor și al armoniei formelor. Această convingere l-a entuziasmat între alții pe Paul Sérusier, postimpresionist francez.
În 1911 arhiepiscopul Raymund Netzhammer, el însuși benedictin, a chemat doi reprezentanți ai acestei școli la București, unde le-a încredințat  pictarea Bisericii Sfântul Vasile din strada Polonă. Opera celor doi pictori a fost lăsată să se degradeze în timpul în care lăcașul a fost folosit de Biserica Ortodoxă Română. După 2008 conducerea Eparhiei Greco-Catolice de București a decis îndepărtarea ei și repictarea bisericii de către un pictor ucrainean contemporan.

## Galerie de imagini

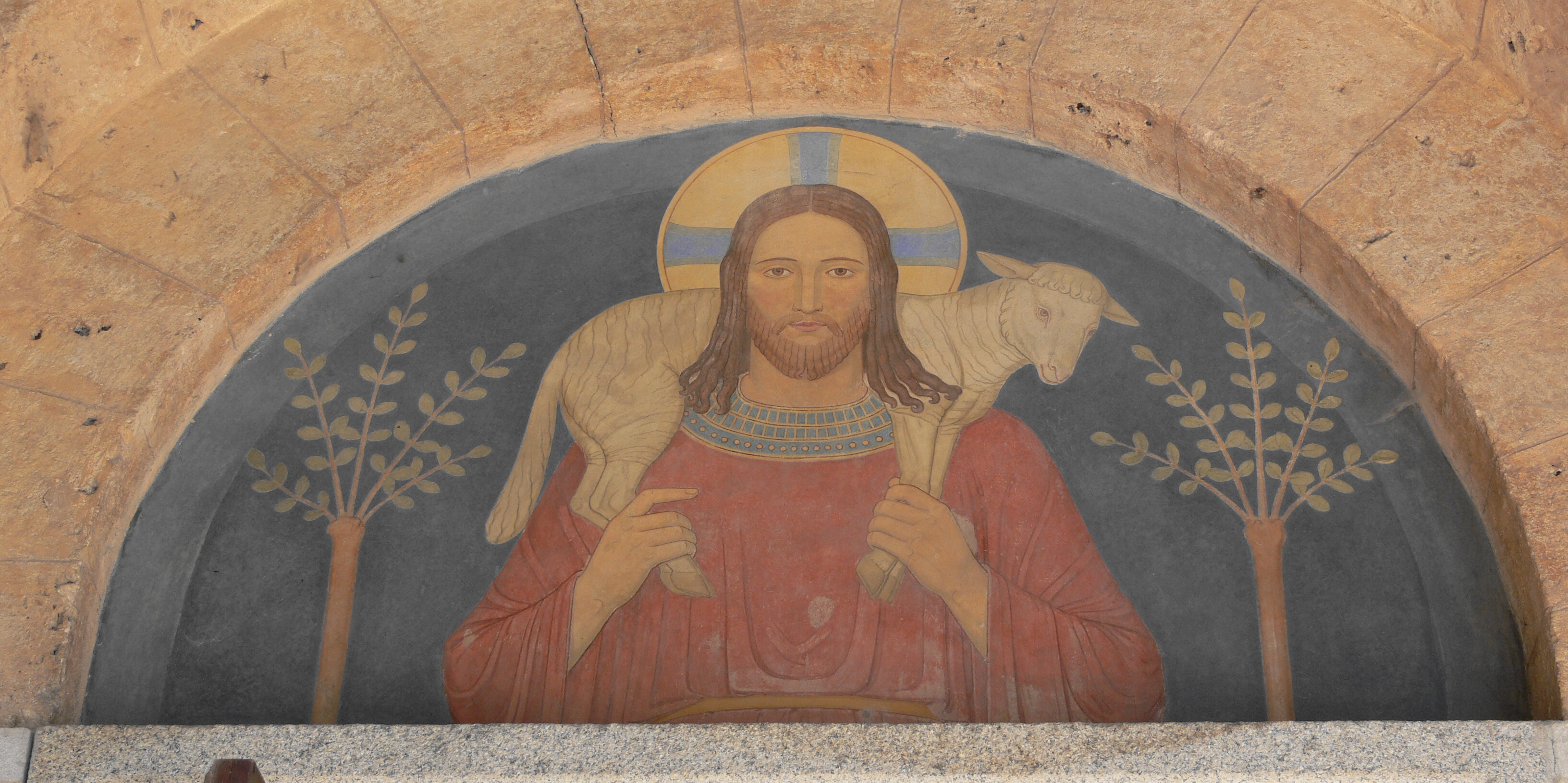
Bunul Păstor (Mănăstirea Beuron)
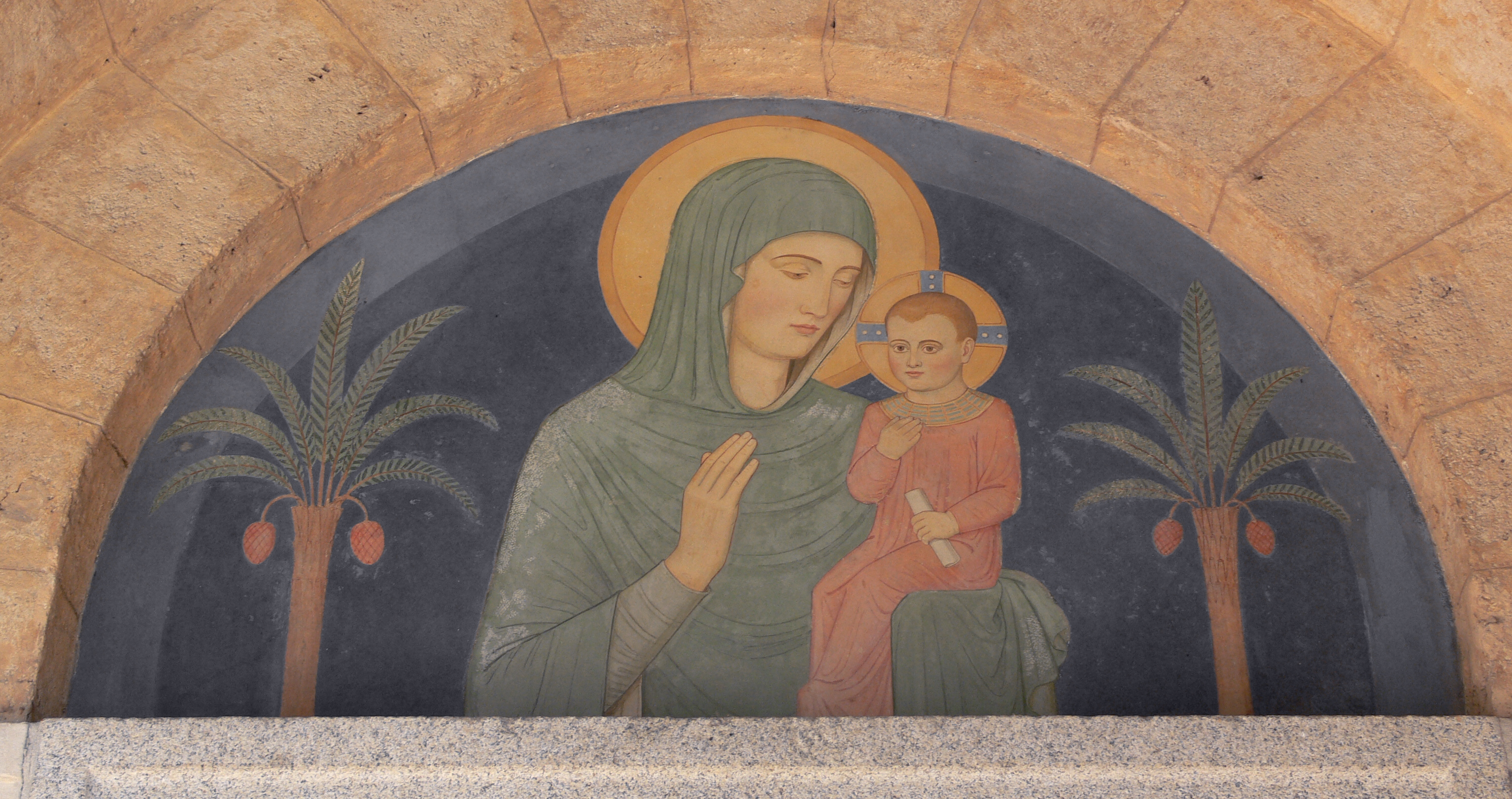
Maica Domnului cu Pruncul (Mănăstirea Beuron)
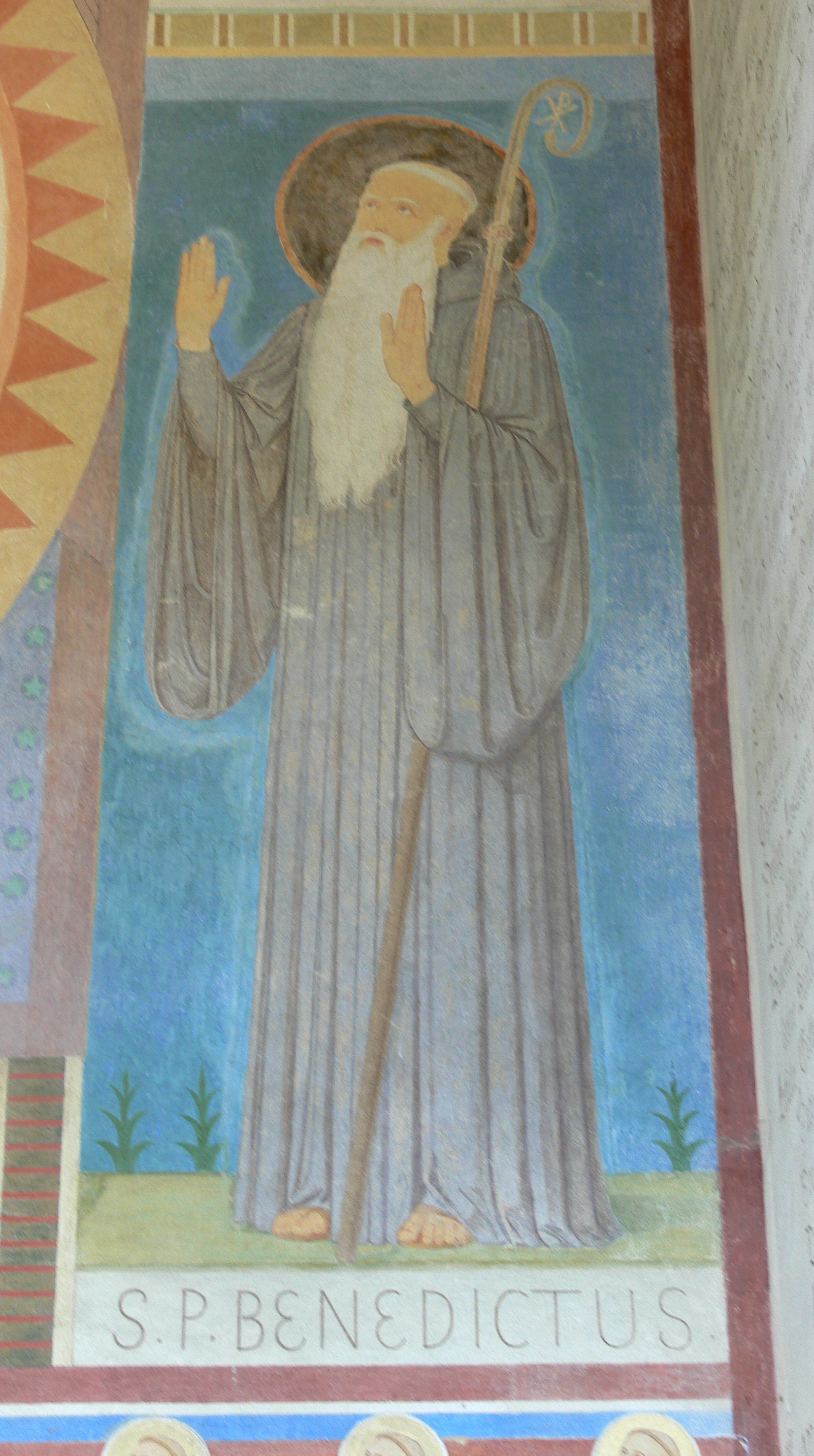
Sfântul Benedict
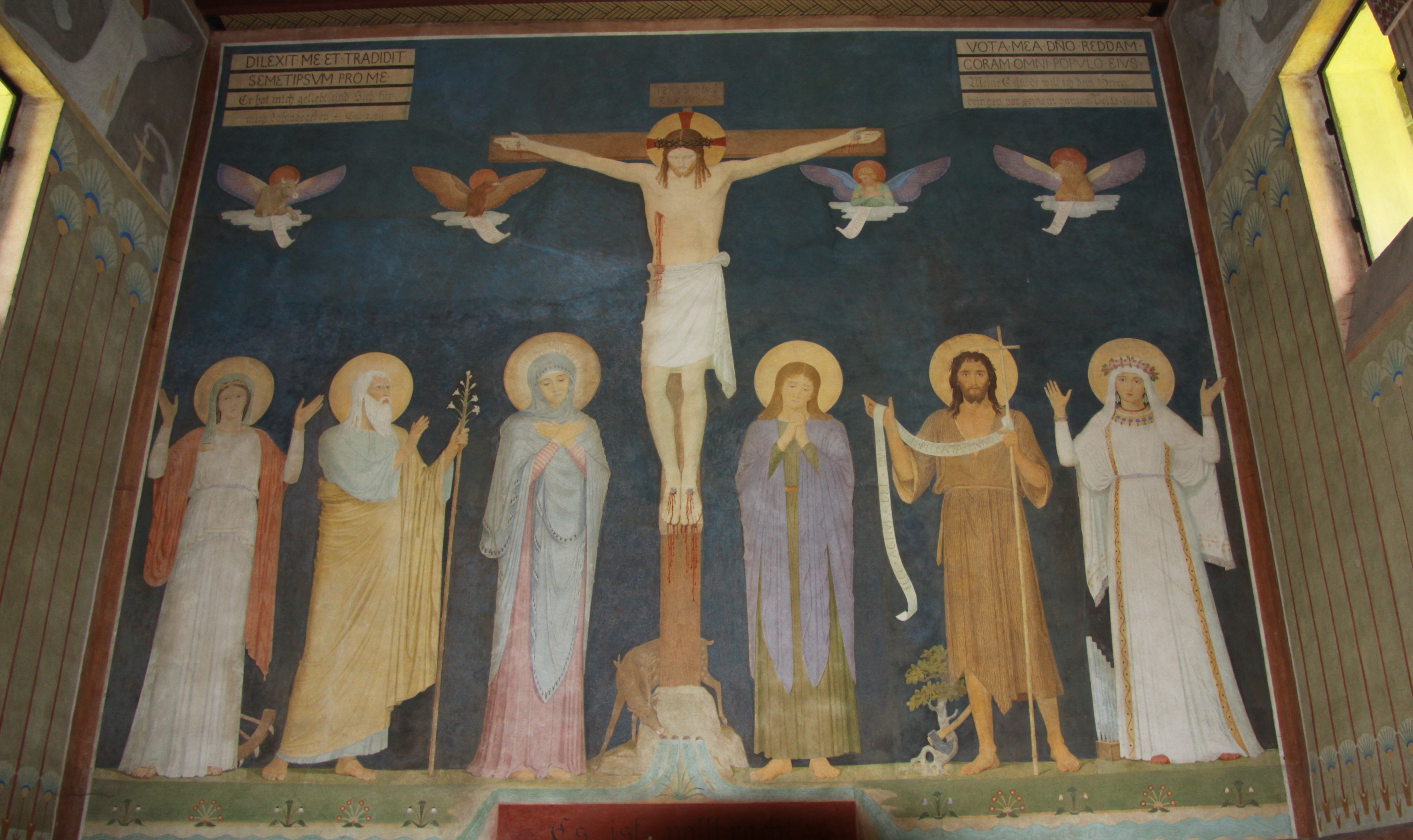
Răstignirea